# My Life Is a Movie
Albums de K'Naan
The Dusty Foot Philosopher
(2005)
My Life Is a Movie est un album de K'Naan sorti en 2004.

## Titres
1. "Salaam (Interlude)" – 0:26
2. "Smile" – 4:21
3. "Voices At The Crossroads" – 3:27
4. "Spoken Thought" – 1:39
5. "Boxin' My Shadow" – 4:27
6. "Diaspora" – 1:28
7. "Until The Lion Learns To Speak" – 3:00
8. "Soobax" – 3:40
9. "Freestyle" – 2:50
10. "My Life Is A Movie" – 3:31
11. "Spoken Love" – 1:27
12. "Blues For The Horn" – 6:49
13. "My Mothers Pearls" – 3:23
14. "Wa Salaam (Interlude)" – 4:25